# Orimarga
Orimarga är ett släkte av tvåvingar som beskrevs av Osten Sacken 1869. Orimarga ingår i familjen småharkrankar.

## Dottertaxa tillOrimarga, i alfabetisk ordning[1][2]
- Orimarga acroleuca
- Orimarga aequivena
- Orimarga amaurospila
- Orimarga amblystyla
- Orimarga andina
- Orimarga annandalei
- Orimarga arawak
- Orimarga argenteopleura
- Orimarga arizonensis
- Orimarga asignata
- Orimarga asura
- Orimarga atribasis
- Orimarga attenuata
- Orimarga australis
- Orimarga bahiana
- Orimarga basalis
- Orimarga basilobata
- Orimarga bequaertiana
- Orimarga biclavata
- Orimarga bifidaria
- Orimarga bifimbriata
- Orimarga borneensis
- Orimarga brevicula
- Orimarga brevistylata
- Orimarga carnosa
- Orimarga celestia
- Orimarga chionomera
- Orimarga chionopus
- Orimarga concinna
- Orimarga coracina
- Orimarga cruciformis
- Orimarga cubensis
- Orimarga dampfi
- Orimarga dichroptera
- Orimarga distalis
- Orimarga distivenula
- Orimarga elongata
- Orimarga euryptera
- Orimarga exasperata
- Orimarga excessiva
- Orimarga farriana
- Orimarga fasciventris
- Orimarga flavescens
- Orimarga flavicosta
- Orimarga flaviventris
- Orimarga fokiensis
- Orimarga formosicola
- Orimarga frommeri
- Orimarga fryeri
- Orimarga fulvithorax
- Orimarga fumicosta
- Orimarga funerula
- Orimarga fuscicosta
- Orimarga fuscivenosa
- Orimarga griseipennis
- Orimarga guttipennis
- Orimarga gymnoneura
- Orimarga horai
- Orimarga hypopygialis
- Orimarga inornata
- Orimarga javana
- Orimarga joana
- Orimarga juvenilis
- Orimarga karnyi
- Orimarga lactipennis
- Orimarga lanei
- Orimarga latissima
- Orimarga longiventris
- Orimarga luteipleura
- Orimarga majuscula
- Orimarga mashonensis
- Orimarga melampodia
- Orimarga melanopoda
- Orimarga mirabilis
- Orimarga monilis
- Orimarga multipunctata
- Orimarga myersiana
- Orimarga neogaudens
- Orimarga nigroapicalis
- Orimarga nimbicolor
- Orimarga niveibasis
- Orimarga niveitarsis
- Orimarga nudivena
- Orimarga omeina
- Orimarga omissinervis
- Orimarga pachyrhyncha
- Orimarga palauiana
- Orimarga pallidibasis
- Orimarga pandu
- Orimarga papuicola
- Orimarga parvipuncta
- Orimarga peregrina
- Orimarga perextensa
- Orimarga perpallens
- Orimarga perpictula
- Orimarga pictula
- Orimarga platystyla
- Orimarga plumbeithorax
- Orimarga profusa
- Orimarga pruinosa
- Orimarga punctipennis
- Orimarga quadrilobata
- Orimarga quinquefusca
- Orimarga relicta
- Orimarga resupina
- Orimarga risbeci
- Orimarga rubricolor
- Orimarga rubrithorax
- Orimarga sanctaeritae
- Orimarga sanguinicolour
- Orimarga sarophora
- Orimarga sarophorodes
- Orimarga saturnina
- Orimarga scabriseta
- Orimarga scotti
- Orimarga seticosta
- Orimarga setilobata
- Orimarga setosivena
- Orimarga sherpa
- Orimarga similis
- Orimarga soluta
- Orimarga speciosa
- Orimarga spiloptera
- Orimarga stenotes
- Orimarga streptocerca
- Orimarga subbasalis
- Orimarga subconcinna
- Orimarga subcostata
- Orimarga subprotusa
- Orimarga subspeciosa
- Orimarga subtartarus
- Orimarga suspensa
- Orimarga syndactyla
- Orimarga taiwanensis
- Orimarga taprobanica
- Orimarga tartarus
- Orimarga tenuistyla
- Orimarga tinguana
- Orimarga toala
- Orimarga transversalis
- Orimarga travassosi
- Orimarga trispinigera
- Orimarga varuna
- Orimarga wetmorei
- Orimarga virgo
- Orimarga yakushimana
- Orimarga zionensis